# Hulk
|  | Per a altres significats, vegeu «Hulk (desambiguació)». |

L'increïble Hulk és un personatge de ficció de còmic de l'univers Marvel, també conegut com a Hulk o La Masa (en les primeres traduccions en castellà per part d'editorials catalanes), es va començar a publicar l'1 de març de 1962 (amb data de portada maig de 1962) amb capçalera pròpia per l'editorial Marvel Comics. Els seus creadors són Stan Lee al guió i Jack Kirby al dibuix i com a coargumentista. Hulk és un personatge que és una metàfora gens amagada del pànic nuclear dels anys 60 del segle xx; Bruce Banner és un científic nuclear que es veu enxampat per una explosió atòmica i es converteix en Hulk, un monstre que, igual que l'energia nuclear, quan perd el control és destructiu i imparable. Està inspirat per un combinació del monstre de Frankenstein i Dr. Jekyll i Mr. Hyde.
Després de la seva exposició accidental als raigs gamma mentre salvava la vida de Rick Jones durant la detonació d'una bomba experimental, Banner es transforma físicament en Hulk quan se sotmet a estrès emocional, ja sigui per la seva voluntat o en contra. Aquesta transformació sovint condueix a desordres destructius i conflictes que compliquen la vida civil de Banner. El nivell de força de Hulk normalment es transmet com a proporcional al seu nivell d'ira. Habitualment representat com un salvatge furiós, Hulk ha estat representat amb altres alter egos, des d'una força destructiva i sense sentit, fins a un guerrer brillant ('World Breaker), un protector de l'autoodi (l'Immortal Hulk), un geni científic per dret propi (Doc Green) i un gàngster (Joe Fixit).
Un dels personatges més icònics de la cultura popular, el personatge ha aparegut en una varietat de mercaderies, com ara roba i articles de col·lecció, estructures inspirades del món real (com ara atraccions de parcs temàtics) i s'ha fet referència en diversos mitjans. Banner i Hulk s'han adaptat en encarnacions d'acció amb actors reals, animades i videojocs. El personatge va ser interpretat per primera vegada amb actors reals per Bill Bixby i Lou Ferrigno a la sèrie de televisió de 1978 The Incredible Hulk i les pel·lícules de televisió posteriors The Incredible Hulk Returns (1988), The Trial of the Incredible Hulk (1989) i The Death of the Incredible Hulk (1990). Al cinema, el personatge va ser interpretat per Eric Bana a Hulk (2003). Al Marvel Cinematic Universe (MCU), el personatge va ser interpretat per primera vegada per Edward Norton a la pel·lícula The Incredible Hulk (2008) i després de Mark Ruffalo en aparicions posteriors a la franquícia.

## Trajectòria editorial

### Concepte i creació
La primera aparició de Hulk va tenir lloc a la seva pròpia sèrie, que es va començar a publicar l'1 de març de 1962, amb data de portada de maig de 1962, escrita per Stan Lee i dibuixada a llapis per Jack Kirby, que també va participar en l'argument, entintat per Paul Reinman. Lee cita la influència de Frankenstein i Dr. Jekyll i Mr. Hyde a la creació de Hulk:
| « | (anglès) It was patently apparent that [the monstrous character the] Thing was the most popular character in [Marvel's recently created superhero team the] Fantastic Four. ... For a long time, I'd been aware of the fact that people were more likely to favor someone who was less than perfect. ... It's a safe bet that you remember Quasimodo, but how easily can you name any of the heroic, handsomer, more glamorous characters in The Hunchback of Notre Dame? And then there's Frankenstein ... I've always had a soft spot in my heart for the Frankenstein monster. No one could ever convince me that he was the bad guy. ... He never wanted to hurt anyone; he merely groped his torturous way through a second life trying to defend himself, trying to come to terms with those who sought to destroy him. ... I decided I might as well borrow from Dr. Jekyll and Mr. Hyde as well—our protagonist would constantly change from his normal identity to his superhuman alter ego and back again. | (català) Era evident que [el monstruós personatge de] Thing era el personatge més popular de [l'equip de superherois creat recentment de Marvel] Fantastic Four. ... Durant molt de temps, havia estat conscient del fet que la gent tenia més probabilitats d'afavorir algú que no era perfecte. ... És una aposta segura que recordeu Quasimodo, però amb quina facilitat podeu anomenar algun dels personatges heroics, guapos i glamurosos de Nostra Senyora de París? I després hi ha Frankenstein... Sempre he tingut una debilitat al cor pel monstre de Frankenstein. Ningú em va poder convèncer mai que era el dolent. ... Mai va voler fer mal a ningú; es limitava a palpar el seu camí tortuós a través d'una segona vida intentant defensar-se, tractant d'arribar a un acord amb els que pretenien destruir-lo. ... Vaig decidir que també podria demanar prestat al Dr. Jekyll i al Sr. Hyde: el nostre protagonista canviaria constantment de la seva identitat normal al seu alter ego sobrehumà i tornaria de nou. | » |

Kirby, comentant les seves influències en dibuixar el personatge, va recordar com a inspiració presenciar en persona la força histèrica d'una mare aixecant un cotxe del seu fill atrapat.
Lee també ha comparat Hulk amb el Golem de la mitologia jueva. Weistein veu Hulk com una reacció a l'amenaça d'atac nuclear, a Up, Up and Oy Vey. Aquesta interpretació es correspon amb altres mitjans de ficció popularitzats creats durant aquest període, que van aprofitar la sensació predominant entre els nord-americans que l'energia nuclear podia produir monstres i mutants.
En el debut, Lee va triar el gris per a Hulk perquè volia un color que no suggerís cap grup ètnic en particular. El colorista Stan Goldberg, però, va tenir problemes amb la coloració grisa, donant com a resultat diferents tons de gris, i fins i tot de verd, al número. Després de veure el primer número publicat, Lee va optar per canviar el color de la pell a verd. El verd es va utilitzar en les narracions de l'origen, fins i tot les reimpressions de la història original van ser recolorides durant les dues dècades següents, fins a The Incredible Hulk vol. 2, #302 (desembre de 1984) va reintroduir el Hulk gris en flashbacks ambientats a prop de la història d'origen. Una excepció és el llibre de butxaca comercial, Origins of Marvel Comics, de 1974, que explica les dificultats per mantenir el color gris coherent en un pròleg escrit per Stan Lee, i reimprimeix la història d'origen mantenint la coloració gris. Des de desembre de 1984, les reimpressions del primer número han mostrat la coloració gris original, amb el cànon fictici que especifica que la pell d'Hulk havia estat inicialment grisa.
Lee va donar a l'alter ego d'Hulk el nom al·literatiu "Bruce Banner" perquè va trobar que tenia menys dificultats per recordar els noms al·literatius. Malgrat això, en històries posteriors va recordar malament el nom del personatge i es va referir a ell com "Bob Banner", un error que els lectors ràpidament van identificar. La discrepància es va resoldre donant al personatge el nom complet oficial de "Robert Bruce Banner."
Hulk va rebre el seu nom d'un personatge de còmic anomenat Heap que era un gran monstre verd del pantà. Lee va utilitzar el nom en tres personatges més abans de Banner. El primer era un robot, anomenat Grutan en posterior reedicions per evitar confusions. Va aparèixer el 1960 a Strange Tales nº 75 a la darrera història del còmic "I Made The Hulk Live" amb guió de Larry Lieber i dibuix de Don Heck. El mateix any va fer el seu debut el segon, conegut posteriorment com Xemnu, a la primera història de Journey Into Mystery nº 62 "I Was a Slave of the Living Hulk!" amb guió de Larry Liber i dibuix de Kirby. Aquest personatge ha anat reapareixent a l'Univers Marvel. El 1961 va fer el seu debut el tercer personatge amb el mateix nom a "The Silent Screen", la quarta història de Tales to Astonish nº 21. Posteriorment el personatge s'ha anomenat Glop.

### The Incredible Hulk vol.1
La sèrie original de Hulk va ser cancel·lada amb el número 6 (març de 1963). Lee havia escrit cada història, amb Kirby dibuixant els cinc primers números i Steve Ditko dibuixant a llapis i entintant el sisè. A The Science of Superheroes, Gresh i Weinberg expliquen que la sèrie venia prou bé, però va ser cancel·lada per la limitació de títols de Marvel d'acord al seu acord amb DC Comics per la distribució dels títols perquè el seu lloc fos ocupat per The Amazing Spider-Man.

### Etapa entre sèries
El personatge va aparèixer quasi de forma immediata a Fantastic Four nº 12 (amb data de portada març de 1963) i mesos més tard va esdevenir un dels membres fundadors dels Venjadors, apareixent als dos primers números de la sèrie com coprotagonista i tornant com enemic dels números 3 a 5 (dates de portada gener-maig 1964). Va tenir un paper important a Fantastic Four nº 25 i 26, Amazing Spider-Man nº 14 i Tales to Astonish nº59 (data de portada setembre 1964), abans de tornar a protagonitzar un serial precisament en aquesta col·lecció.

### Tales to Astonish
Hulk va convertir-se en una de les dues sèries que apareixien a Tales to Astonish a partir del nº60 publicat el 9 de juny de 1964 amb data de portada octubre de 1964, escrita inicialment per Stan Lee i dibuixada per Steve Ditko entintat per George Roussos. Altres artistes posteriors inclouen Jack Kirby (#68–87), Gil Kane (acreditat com "Scott Edwards", #76; Bill Everett (#78–84); John Buscema (#85–87); i Marie Severin. L'etapa a Tales to Astonish va introduir els super-dolents el Leader (Líder), qui es convertiria en la nèmesis de Hulk, i l'Abomination (Abominació), tots dos éssers irradiats amb radiació gamma.

### The Incredible Hulk vol.2
A partir del nº102, amb data de portada abril de 1968, el còmic va canviar el títol pel de The Incredible Hulk vol. 2, i va continuar fins al 1999, quan Marvel va cancel·lar la sèrie i la va substituir per Hulk #1. Marvel va registrar una marca registrada per "The Incredible Hulk" el 1967, i l'oficina de patents dels Estats Units la va registrar el 1970.
Len Wein va escriure la sèrie des del 1974 fins al 1978, treballant primer amb Herb Trimpe, i des del número 194 (data de portada desembre de 1975), amb Sal Buscema, que va ser artista regular durant deu anys. Els números 180 i 181 (dates de portada octubre–novembre 1974) van introduuir el personatge de Wolverine com antagonista, qui es convertiria en un dels personatges més populars de Marvel Comics. El 1977, Marvel va llançar un segon títol, The Rampaging Hulk, inicialment com revista en blanc i negre, concebut inicialment com una sèrie ambientada en el passat dels personatges, situat entre el final de la primera sèrie i el principi del serial de Tales to Astonish. Després de nou números, la revista va canviar el títol per The Hulk! i va ser imprés en color.
El 1977, es van emetre dues pel·lícules de televisió de Hulk que van portar a una sèrie de televisió Incredible Hulk emesa de 1978 a 1982. Un gran èxit de valoració, la sèrie va introduir la popular frase de Hulk, "Don't make me angry. You wouldn't like me when I'm angry" (No em facis enutjar. No t'agradaria si estigués enfadat), i va ampliar la popularitat del personatge
Bill Mantlo va ser l'escriptor de la sèrie durant cinc anys a partir del número 245 (març 1980). La història dels "Crossroads of Eternity" de Mantlo (#300–313, Oct. 1984– Nov. 1985) va explorar la idea que Banner havia patit maltractament infantil. Els posteriors escriptors de Hulk Peter David i Greg Pak han considerat aquestes històries una influència en els seus plantejaments del personatge. Mantlo va deixar la sèrie per Alpha Flight i l'autor d'aquesta sèrie, John Byrne va prendre The Incredible Hulk. El darrer número dels sis que va fer Byrne acabava amb la boda de Bruce Banner i Betty Ross. L'escriptor Peter va començar una etapa de dotze anys a partir del número 331 (maig de 1987). Va retornar a l'arc argumental de Roger Stern i Mantlo de l'abús, ampliant el dany causat i representnt a Banner patint un trastorn dissociatiu de la identitat.
El 1998, David va matar l'amor de llarga durada de Banner, Betty Ross. Els executius de Marvel va veure la mort de Ross com una oportunitat per recuperar el Hulk més salvatge. David no es va mostrar d'acord, conduint a la seva marxa de l'editorial. També el 1998, Marvel va rellançar The Rampaging Hulk com segona sèrie en format comic book. The Incredible Hulk va ser cancel·lat amb el número #474 del seu segon volum amb data de portada març de 1999 i va ser reemplaçada per una nova sèrie.

### Hulk vol.1/ The Incredible Hulk vol.3
Hulk va aparèixer el següent mes, amb el retorn de Byrne com escriptor i art per Ron Garney. El següent escriptor de la sèrie Paul Jenkins, ja amb el títol novament The Incredible Hulk, va desenvolupar les múltiples personalitats de Hulk, i la seva etapa va ser seguida per la de Bruce Jones amb la seva etapa presentant a Banner perseguit per una conspiració secreta i ajudat pel misteriòs Mr. Blue. Jones va afegir als seus 43 números a Incredible Hulk la sèrie limitada Hulk/Thing: Hard Knocks # 1–4 (novembre 2004 - febrer de 2005), que Marvel va publicar després de posar la sèrie en suspens per un temps. Peter David, que inicialment havia signat un contracte per a la sèrie limitada Tempest Fugit de sis números, va tornar com a escriptor quan es va decidir incloure aquesta història al volum tres. Després d'un tie-in de quatre parts de "House of M" i un número d'epíleg, David va deixar altre cop la sèrie, citant la necessitat de fer treballs al marge de Hulk pel bé de la seva carrera.
L'escriptor Greg Pak va prendre el relleu de la sèrie el 2006, portant a Hulk a nombrosos arcs argumentals incluent "Planet Hulk" i "World War Hulk", que van deixar a Hulk temporalment incapacitat i reemplaçat a la següent sèrie del personatge, pel semideu Hercules al retitulat The Incredible Hercules.

### Hulk vol.2
Un nou Hulk (ara vermell) va protagonitzar el següent volum de la sèrie, iniciada amb data de portada març de 2008. Banner tindria un paper menor en aquesta sèrie on hi apareixeria de manera intermitent.

### Renumeracions de The Incredible Hulk

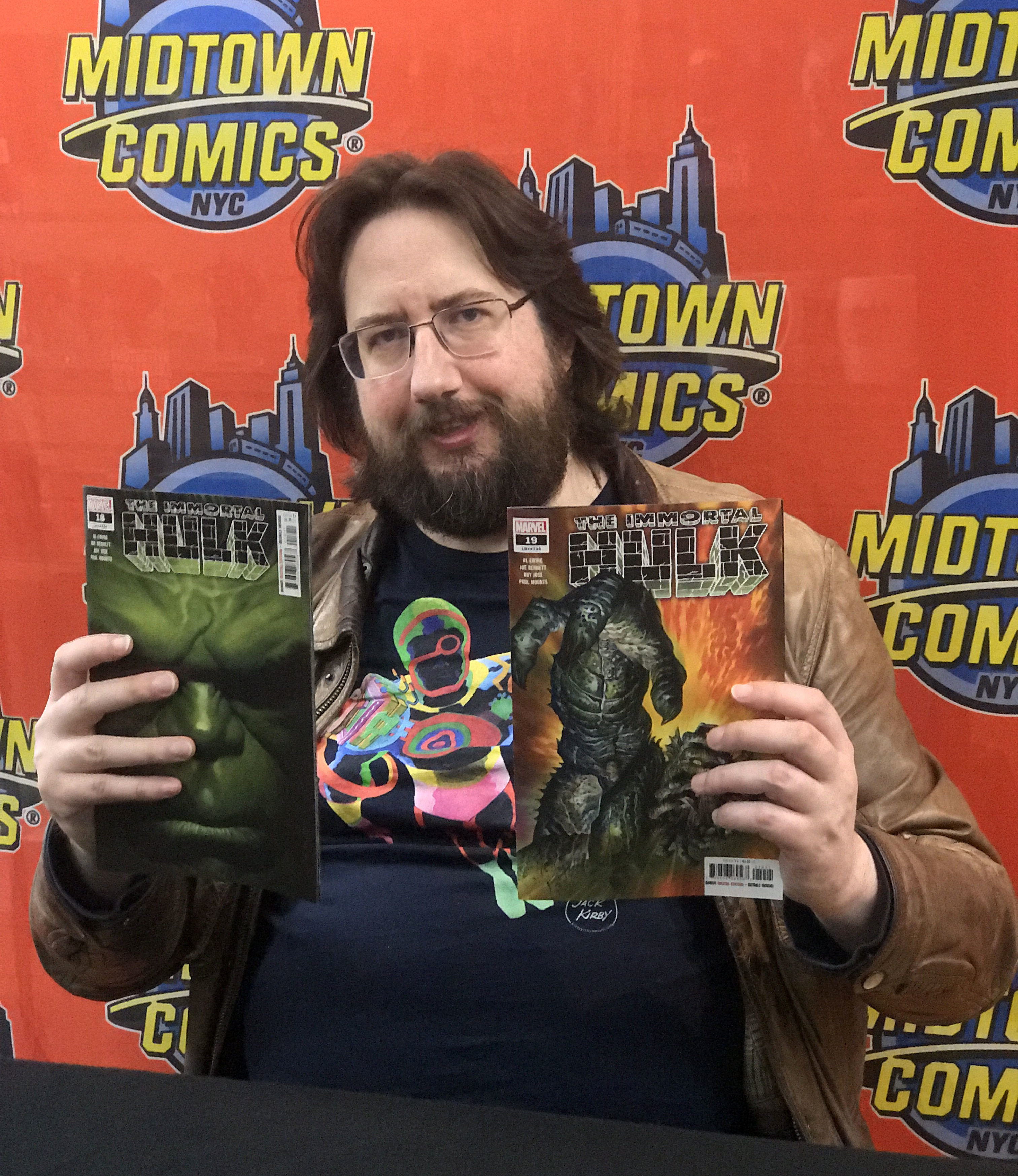
El guionista Al Ewing mostrant portades d'Inmortal Hulk el 2019.

El setembre de 2009, The Incredible Hulk va ser rellançat a partir del #600.
La sèrie va ser retitulada The Incredible Hulks a partir del número 612 (novembre 2010) per englobar la família ampliada de Hulk i va funcionar fins al número 635 (oct. 2011) quan va ser substituït per un nou volum de The Incredible Hulk, (15 números, Desembre 2011– Desembre 2012) escrit per Jason Aaron amb art de Marc Silvestri.
Com a part del rellançament de Marvel de 2012 Marvel NOW!, una sèrie titulada The Indestructible Hulk (Nov. 2012) va estrenar-se amb l'equip creatiu format per Mark Waid al guió i Leinil Yu al dibuix. La sèrie va ser reemplaçada el 2014 per The Hulk amb Waid i l'artista Mark Bagley.
La nova sèrie de Hulk va ser The Totally Awesome Hulk protagonitzada per Amadeus Cho, amb Banner novament en un paper secundari després de deixar de ser Hulk. A més va desaparèixer d'escena amb la mort de Banner durant la segona guerra civil superheroica, fins al seu retorn a Immortal Hulk.

### Traduccions
Tot i ser publicat a Catalunya per editorials catalanes com Ediciones Vértice o Editorial Planeta o sucursals situades a Catalunya com Panini, aquestes només ho han traduït al castellà. Vértice va començar a publicar la sèrie el 1970 a partir de The Incredible Hulk vol.2 nº102 a la sèrie La Masa, publicant fins al número 186.
El desembre de 1980 va començar a ser publicada per Editorial Bruguera en una edició on alternava històries d'èpoques diferents, fins i tot en un mateix còmic.
A partir de gener de 1983 la sèrie va ser publicada per Planeta en diversos volums. Els primers números de la sèrie original no va ser publicada a Espanya fins al 1992, a la sèrie Orígenes Marvel, però en un format que oscil·lava entre les 128 i les 136 pàgines on no es va incloure el darrer número. Aquest va ser publicat a la Biblioteca Marvel:Hulk on també es va recuperar per primer cop el serial del personatge a Tales to Astonish.
El 2005 Panini va començar a publicar els personatges de Marvel a Espanya des de la seva seu a Catalunya. La sèrie de Hulk va començar el mes de febrer en forma d'àlbum. El canvi d'editorial va deixar inacabada la sèrie limitada Hulk: Nightamerica, donat que els materials no van arribar a temps perquè els publiquès Planeta.
Internacionalment ha estat traduït al norueg, l'italià, l'alemany, al francès, al suec, al danès, al rus, al portuguès i al grec.

## Poders
Des que va sofrir l'excés de radiació gamma produït per la bomba gamma, els seus poders i la mutació de Hulk han sofert una sèrie d'alteracions. Quan va rebre per primera vegada l'impacte de la bomba gamma, Bruce Banner es transformava en una criatura monstruosa de pell grisa al capvespre. Aquesta criatura tenia una ment inferior al doctor Banner, però amb certa astúcia agressiva; posteriorment es va tornar equivalent a la d'un nen petit; la seva pell també va canviar de color, tornant-se verda. Es teoritza que les transformacions de la seva forma grisa depenien del sol com a derivació de l'accident gamma, que va actuar en combinació amb la radiació solar de l'ambient, a diferència d'altres canviats gamma, que van obtenir els seus poders protegits del sol per algun tipus d'edifici o estructura; no obstant això, aquestes transformacions també podrien tenir un component psicològic.
Amb la pell verda (es considera a aquesta evolució com a adaptativa a l'ambient agressiu i de persecució a què Hulk es va veure sotmès en els seus primers dies, que necessitava una major força i resistència), el canvi va començar a produir-se en incrementar-se els seus nivells d'adrenalina, que multiplicaven els batecs del cor de Banner, augmentaven el seu nivell de sucre en sang i, en suma, desencadenaven la transformació en Hulk. Depenent de l'estímul adrenalínic inicial, la transformació pot tenir lloc en qüestió de segons o cinc minuts, a tot estirar; el lloc d'on procedeix i desapareix tota la massa i energia extra d'Hulk és encara desconegut, encara que probablement és extradimensional. Després de fer la seva aparició Hulk, els nivells d'adrenalina es reduïen a nivells normals, el que de vegades (encara que no sempre, i això pot aplicar-se igualment a la inversa en la transformació de Banner a Hulk) feia revertir Hulk a la seva forma humana. Un augment posterior dels nivells d'adrenalina provocava una escalada proporcional en força.
Els seus límits mai no han estat mesurats; tan sols se sap que com més s'enfada Hulk, més fort es transforma; això porta que les versions d'Hulk eixelebrades per complet, o aquelles amb la intel·ligència al nivell de Banner no poden assolir, teòricament, nivells tan alts de força (tret que s'apropi més al salvatgisme a través del seu enuig, la qual cosa disminueix el control intern de Banner). Així va succeir, per exemple, quan Hulk va ser capaç de subjectar (encara que amb l'ajuda d'una espècie de palanca), una muntanya de cent cinquanta mil milions de tones.
L'augment de força no causa un augment de massa, sinó que probablement s'aconsegueixi a través d'un augment de l'eficiència energètica del gegant verd. La potència dels músculs de les seves cames li permet recórrer enormes distàncies a través de salts. La distància es veu igualment amplificada per l'enuig d'Hulk; així, ha arribat a saltar gairebé 1610 quilòmetres en un sol salt.
A més de la seva enorme força, el cos de Hulk té un alt grau de resistència contra les ferides, el dolor i les malalties. La pell de Hulk és capaç d'aguantar sense ser danyada temperatures d'entre 1650 i -12300 °C (però ha sobreviscut a temperatures superiors a 555.000 °C i properes al zero absolut), i impactes d'artilleria de gran calibre; generalment, l'únic capaç de perforar-la sense exercir una gran pressió és l'adamantium, encara que de vegades la pell s'ha regenerat a tal velocitat, que això ha resultat inútil.
Encara que és possible ferir-lo, Hulk té un factor curatiu que rivalitza amb el de Lobezno, que li permet regenerar inclús òrgans interns. Encara que amb gran dolor, Hulk ha arribat a recuperar-se en pocs segons tota la seva pell i part del múscul (encara que Banner no té aquesta qualitat, la transformació en Hulk permet curar pràcticament qualsevol dany que aquest sofreixi). Possiblement el seu factor curatiu, o la radiació que el seu cos emet, la qual cosa provoca un dolor constant, similar al d'una cremada, per tota la pell de Hulk. Aquest dolor només s'ha vist calmat en veure's exposat el gegant de jade a la radiació que emet el Guaita, el procés també li calma, però reverteix la seva ment la seva personalitat de nen petit. És probable que aquest tipus de radiació pugui emular-se de forma tecnològica.
Igualment, és immune a la major part de les metzines i drogues (l'alcohol, per exemple, tan sols li fa efecte en enormes quantitats), que generalment solen fer un efecte menor que per al que es va dissenyar. És igualment immune a qualsevol malaltia terrestre, si n'exceptuem una d'especialment dissenyada per esquivar de forma continuada el seu factor curatiu. Se'l considera també altament resistent al procés d'envelliment.
Existeixen altres formes de superar el seu factor curatiu, sobrecarregant-lo de formes diferents. Una d'aquestes formes és estimular-lo a tal nivell que li impedeixi funcionar temporalment, com va fer certa vegada el mutant Elixir. També se li poden exercir danys tals que el seu organisme no pugui superar, generalment a través d'atacs continuats.
Els efectes de la radiació a Hulk són variats, encara que posseeix una gran resistència, certes dosis de raigs gamma li han revertit a la seva forma humana, cosa que ha succeït igual en veure's exposat als anomenats raigs gamma negatius, o a una absorció de la radiació gamma del seu cos. Anteriorment, es creia que un atac nuclear podria destruir per complet Hulk (al cap i a la fi, va aconseguir acabar amb el Mestre, una versió alternativa d'Hulk molt superior en força i resistència a l'original), però recentment, Hulk ha resistit la detonació d'una bomba gamma a pocs metres d'ella, tan sols afectant temporalment el seu raciocini i tornant grisa la seva pell fins que el seu organisme es va reestructurar.
Per les característiques de la seva pell, el més efectiu contra ell (a més de perquè sembla especialment vulnerable a aquest tipus d'atac) és utilitzar gasos sedants, però la seva enorme capacitat pulmonar (pot romandre sense respirar unes dues hores, generalment), poden fer aquests atacs inútils. Amb el pas del temps, i aparentment com a adaptació a diversos períodes de lluita subaquàtica, el seu cos ha desenvolupat un sistema perquè només es preocupi d'obtenir oxigen de l'aire quan ho necessiti, sense necessitat d'aguantar la respiració perquè l'aigua no envaeixi el seu sistema respiratori. Una glàndula emissora d'una emulsió de perflurocarbó oxigenat omple els seus pulmons, igualant la pressió per poder respirar líquid (únicament inspirar i expirar, ja que els seus pulmons no són capaços d'extreure l'oxigen de l'aigua), evitant la descompressió i la narcosi per nitrogen en moure's per zones subaquàtiques a diferents pressions.
Banner sofreix un trastorn d'identitat dissociatiu, o personalitat múltiple. D'aquesta forma, la radiació gamma tan sols va permetre que tota la ràbia reprimida de Banner prengués forma en les diferents formes de Hulk. Encara que s'ha aconseguit separar físicament Banner de Hulk en diverses ocasions, la separació ha hagut de ser revertida per evitar la mort d'ambdós, i el trastorn psicològic de Banner és la raó per la qual no s'ha pogut deixar permanentment l'intel·lecte de Banner controlant el cos d'Hulk. En funció de la personalitat que prengui la forma d'Hulk, l'aparença i característiques físiques d'aquest es veuran modificades; la ment de Banner i les seves diferents personalitats han pogut comunicar-se entre si en determinades circumstàncies, en una espècie de pla|plànol psíquic. L'existència i el conflicte intern continu entre, almenys, dues personalitats, és probablement la raó per la qual Hulk és extremadament resistent al control psíquic, encara que no sigui impossible controlar-lo d'aquesta manera.
Hulk ha demostrat tenir almenys dues sorprenents capacitats que superen el seu poder físic. La primera li permet veure formes astrals i tot tipus d'esperits; pel que sembla aquesta habilitat deriva del sentiment de culpa de Banner per la mort del seu pare, i és un intent de cobrir-se les esquenes davant de possibles represàlies de l'esperit del difunt Brian Banner. L'altra és la seva capacitat per tornar al lloc on la bomba gamma original va fer detonar, el seu lloc de naixement, a causa de la influència psíquica del jo alternatiu conegut com el Mestre, que es recarregava així d'energia gamma per intentar tornar a la vida; es desconeix si actualment, sense la influència del mestre, Hulk és capaç de tornar a la terra que el va veure néixer.

## Biografia de Ficció
Bruce Banner és fill de Brian Banner, un científic atòmic. Brian era alcohòlic i, amb el naixement de Bruce, va desenvolupar una enveja cap al nen a causa que l'atenció de la seva esposa Rebeca ja no se centrava en ell. El seu alcoholisme va empitjorar fins i el punt d'arribar a assassinar la seva esposa davant de Bruce, per la qual cosa va acabar tancat en un manicomi. Totes aquestes experiències van fer que Bruce guardés totes les emocions per a si mateix i va intentar desfogar-se amb els estudis. Després de quedar-se sense pares la seva custòdia va anar a càrrec de la seva tia.
A l'institut, se'l podia veure interaccionant amb el seu amic invisible, una projecció de la seva ment amb l'aspecte de Hulk. Durant un incident en què gairebé va fer detonar un artefacte nuclear a la seva escola (controlat, teòricament, per aquest Hulk de la seva ment), va contactar per primera vegada amb el govern, que es va interessar pel seu potencial en el camp de l'armament nuclear.
Bruce, es va doctorar en física nuclear a la Universitat de Desert State a Navapo, Nou Mèxic. Durant aquest període va coincidir en els seus estudis amb Walter Langkowski, Peter Corbeau (el dissenyador del Starcore One), Herbert Weller i Raoul Stoddard (qui crearia el Gammatron). Va fer estudis de postgrau en una universitat de Pennsilvània, però els va haver de deixar per problemes de beques; va ser llavors quan va deixar sense més ni més, ni sense cap explicació a la seva xicota, Ángela Lipscombe. Més tard, aconseguiria el doctorat en física a l'Institut de Tecnologia de Califòrnia.
Naixement de Hulk
Hulk va aconseguir treballar pel govern en el departament de Defensa. Així, a la Base del Desert de Nou Mèxic, va dissenyar i va desenvolupar la Bomba Gamma (també anomenada Bomba-G); una arma atòmica capaç de generar gran quantitat de radiació gamma. Allà va ser on el Dr. Bruce va conèixer el General Thaddeus E. Ross i a la seva filla Betty, de qui es va enamorar. Durant el primer assaig de la bomba, un jove anomenat Rick Jones, motivat per una aposta juvenil, es va introduir a la zona d'explosió. En veure-ho el Dr. Bruce Banner va fer retardar la detonació anant a treure, personalment, a l'intrús. Tanmateix, el seu col·lega Igor Starsky va resultar ser un espia rus, i no va retardar el compte enrere. Així i tot, el Dr. Banner va aconseguir allunyar Rick Jones de la zona, però ell va resultar assolit per la radiació de l'explosió gamma. En lloc de morir la radiació va alterar el seu cos transformant-se en Hulk.
Al principi es transformava en Hulk al capvespre. Hulk era gris i només conservava una part de la seva intel·ligència, sent la ment del monstre com la d'un nen. Aviat es va tornar gris i la seva transformació es produïa amb l'augment d'adrenalina. El monstre, en ser una criatura imprevisible i propensa a la destrucció, per la qual cosa aviat va ser perseguida per l'exèrcit. No obstant això, es va convertir en membre fundador d'Els Venjadors, encara que la desconfiança que produïa en els seus companys va motivar que abandonés el grup d'herois.
Temps després, s'uniria al Doctor Strange, Namor i Silver Surfer amb qui estaria associat en el no-grup de The Defenders (els Defensors). Malgrat el seu caràcter esquerp i el seu cervell infantil, Hulk va col·laborar amb molts herois diferents en les activitats d'aquesta peculiar organització, molt probablement a causa del seu caràcter no grupal, en el sentit de formar equip qui i quan es necessitessin, no de forma tan rigorosa com els Venjadors.
Fins a aquell moment la doble identitat de Bruce havia quedat oculta, tanmateix va sortir a la llum i Bruce va quedar condemnat per la seva maledicció a vagar escapant de la justícia. Per a llavors, ja s'havia fet, almenys, dos arxienemics, el superintel·ligent Leader (Líder) i la monstruosa (i de força superior a Hulk en estat calmat) Abomination (Abominació).
Naixement de She-Hulk
En un dels seus viatges fins a Los Angeles, Bruce es va trobar amb la seva cosina Jennifer Walters, una advocada californiana. En aquells moments Jennifer estava defensant Lou Monkdon, a qui un gàngster anomenat Nicholas Trask pretenia matar. Quan Jennifer va anar a buscar el seu cosí amb cotxe, va resultar ferida per un tret d'un dels pinxos de Trask, i Bruce va improvisar una transfusió de sang. Aquesta interacció de sang va fer que Jennifer canviés en She-Hulk.
Exili i tornada
Bruce va acabar sepultant el seu subconscient en la ment d'Hulk, a conseqüència de les accions de l'entitat mística coneguda com a Nightmare (Malson), pel que aquesta va conservar la seva presència de forma permanent; a més, privada de la ment de Banner, va perdre el raciocini que tenia. El Dr. Strange va decidir desterrar a Hulk a Crossroads (la Cruïlla), un nexe de dimensions del qual no podia sortir estant condemnat a vagar per mons en els quals la seva brutalitat no pogués causar cap mal. Va romandre en aquesta situació durant un temps, i a la seva tornada, el doctor Walter Langkowsky el va capturar de forma accidental en buscar un cos per a ell.
El Dr. Samson, un imminent psicòleg que s'havia sotmès a un tractament gamma que li proporcionava superforça, va aconseguir capturar Hulk i separar físicament les dues psiques: Hulk d'una banda i el Dr. Bruce Banner. Amb Hulk privada completament de la ment de Bruce es va tornar més incontrolable i inestable que mai. Per capturar-la, Bruce va liderar els nous Hulkbusters. Després de repetits enfrontaments amb Hulk es va descobrir que no podien coexistir separats, per la qual cosa, després de capturar-la, es van tornar a fusionar.
Hulk gris
Després del procés de fusió i diverses tessitures, Hulk va revertir a la seva forma grisa original, transformant-se de nit a Hulk i de dia a Banner Després d'un atac del Líder, en qui Hulk es va veure exposada a una explosió gamma, se'l va donar per mort. Tanmateix, Hulk gris, que aparentment havia pres el control permanent del cos, va fer cridar Mr. Fixit i va treballar com a pinxo a les Hortes al servei de Michael Berengetti. Durant aquest temps, Mr. Fixit considerava a Bruce com una persona dèbil i ho odiava quan va tornar a dependre d'ell quan es feia de dia, per aquest motiu quan arribava l'alba es drogava perquè el seu àlter ego quedés adormit durant tot el dia. Durant aquella època va conèixer Marlo Chandler amb qui va tenir una relació sentimental.
Una vegada més, Hulk es va tornar inestable coexistint en la seva ment tres personalitats: la de Bruce Banner, Hulk verd i Mr. Fixit. El Dr. Samson va aconseguir curar la personalitat múltiple de Bruce traient els seus traumes infantils. Després de la teràpia Bruce es va tornar verd i fort com Hulk, però conservava tota la seva personalitat, ja que a la fi no hi havia separacions entre les diferents personalitats, ja que totes elles eren una mateixa.
Panteó
Després de la seva curació el Dr. Banner va rebre una oferta d'Agamemnon unir-se al Panteó, una organització que es dedicava a resoldre problemes humanitaris. Hulk va donar servei al Panteó durant llarg temps. Durant aquell període va reprendre la seva relació amb Betty, que no se sentia de gust amb el nou aspecte del seu marit i es va negar a viure amb ell a la Muntanya, la base d'operacions del Panteó. Però Marlo Chandler el va ajudar a superar aquests problemes.
Agamemnon li va oferir el lideratge del Panteó, ja que desitjava ocupar-se d'assumptes personals. Després de diversos problemes per consolidar la seva posició, Banner va assumir el paper i va fer intervenir al Panteó en diverses operacions com la prevenció de desforestació il·legal a l'Amazones, investigar desaparicions il·legals al Llac Ness o rescatar Susan Jacobson. Més tard es descobriria que Agamemnon havia pactat amb els troians per aconseguir els seus poders i els dels seus descendents. Això portaria a un ferotge combat espacial contra aquests alienígenes en el qual intervindria Estela Platejada i els Saquejadors Estel·lars. En tornar a la terra es trobaria amb Janis, la filla de Rick Jones provinent de 90 anys en el futur, que li va demanar la seva ajuda per enfrontar-se al Mestre. Després d'enderrocar el tirà, Hulk tornaria va tornar al seu temps.
Després de capturar Agamemnon, aquest va invocar els Cavallers Eterns, els esperits dels membres del Panteó que havien mort, que van destruir la Muntanya, la base d'operacions del Panteó. Durant la lluita Agamemnon i Aquil·les, un altre dels components del Panteó, van morir i Betty Banner va resultar greument ferida. Banner va perdre el control i va revertir la seva personalitat salvatge, encara que afortunadament es va manifestar al cos de Banner.
Llavors, Hulk revertia a la seva forma humana en períodes de gran ira, potser en un intent inconscient d'evitar al món la destrucció d'un Hulk desencadenat, i va ser empresonat per SHIELD i Betty hospitalitzada. Banner va aconseguir escapar de SHIELD i va tornar al Panteó només per descobrir que alguns dels membres del Panteó, especialment Paris, el culpaven pel que havia ocorregut i van trencar tota relació amb ell.
En algun moment, Hulk va treure Betty de l'hospital i els dos van viure com a fugitius. Finalment es van assentar a Sunville, un poble de Florida on van assumir identitats falses. Hulk va intentar mantenir les seves identitats en secret malgrat diverses aventures a Florida i Nova York. Tanmateix, Betty va ser capturada per Matt Talbot qui va aconseguir capturar Hulk, malgrat que emergissin les seves personalitats fragmentades. Però van ser alliberats de presó per Omnibus, un antic lacai del Líder.
Més tard, Onslaught va utilitzar Hulk per enfrontar-se a Cable. Però el mutant va donar la volta a la truita i els dos es van unir per enfrontar-se a la nova amenaça. Onslaught va aconseguir separar de nou físicament Hulk de Banner. Mentre que Banner va semblar sacrificar-se per contenir les energies emeses per Onslaught, però va ser enviat a una dimensió de butxaca per Franklin Richards al costat dels 4 Fantástics i a la resta dels herois terrestres que es van sacrificar durant la lluita. En aquest univers, Banner va reviure la seva transformació en Hulk en una nova variant del seu verdader origen.
A la Terra i separat de Banner, en Hulk primitiu va romandre intel·ligent, encara que emocional i salvatgement inestable. Hulk va ser breument capturat per l'exèrcit, però va escapar. Enfrontant-se a Betty, Hulk va refusar reconèixer-la i la va deixar. Hulk es va unir a una nova versió del grup d'Herois de Lloguer, però el seu comportament antisocial i la culpa que li atribuïen per les morts de les víctimes d'Onslaught, van proposar que Hulk abandonés Nova York. Hulk va contactar amb Janis, qui el va convèncer perquè no formés part del Panteó quan aquests i contactessin i va simular novament la seva mort.
Hulk va vagar per la Terra de nou, des de Nou Mèxic fins a Florida i després l'Antàrtic. Però el Goliat maragda va anar tornant-se més inestable, fins al punt que patia al·lucinacions del fantasma del seu pare (o bé el fantasma del seu pare l'assetjava). Va ser llavors capturat per Apocalipse (Apocalipsi) i portat a Egipte, on va ser sotmès a experiments i a una rentada de cervell per a convertir-lo en el Genet d'Apocalipse anomenat Guerra.
L'Home Absorbent va portar Rick Jones i Betty fins a Egipte per intentar treure Hulk del seu nou paper. Així Hulk es va enfrontar a l'Absorbing Man (Home Absorbent) i més tard al Juggernaut. Hulk els va derrotar i va ser quan estava a punt de matar-los que Rick Jones va intentar detenir-lo. Hulk va apartar d'una manotada Jones, que va sortir disparat contra el mur d'una piràmide deixant-lo paralític de cintura per a baix. Adonant-se del que havia fet, Hulk es va deslliurar dels implants d'Apocalipsis i es va allunyar avergonyit.
A causa que Hulk existia simultàniament en l'univers real i l'univers de butxaca creat per Franklin Richards, es va convertir en una espècie de pont entre ells, incrementant la força d'Hulk de forma gradual, però també matant-lo. Al costat de Spider-Man, Hulk va ser tret de l'univers de Frankin pel celestial Ashema. Les dues versions d'Hulk es van enfrontar i es va descobrir llavors que l'univers de Franklin estava a punt de ser destruït. Després de tornar a la realitat primitiva amb les altres víctimes d'Onslaught, Banner i Hulk van tornar a fusionar-se en un únic ser. Estavellant-se en la Base Gamma, Banner va tornar a convertir-se en Hulk verd i salvatge durant períodes de ràbia o excitació. No obstant això, el govern va acceptar Hulk planejant utilitzar-lo com una espècie d'home de verd al seu servei, a canvi d'un indult encobert.
En aquella època, Betty va descobrir que la seva llarga associació amb Hulk li havia produït un enverinament de radiació gamma. L'Abominació, per venjar-se de les seves múltiples derrotes a les mans d'Hulk i la recent felicitat de Banner, va utilitzar la seva sang radioactiva per enverinar-la més. Betty va morir. Destrossat pel dolor, de nou Hulk va deambular pels Estats Units i es va enfrontar a l'Abomination en revenja per la mort de Betty.
Més tard, Banner va descobrir que estava morint a causa d'una malaltia degenerativa i va començar a mostrar una nova personalitat quan es transformava en Hulk. Aquest Hulk malvat reclamava ser una versió purament malvada de Banner i utilitzava la condició feble de Banner per prendre el control del cos d'Hulk. Doc Samson, que intentava ajudar junt amb l'ex-xicota de Bruce, Ángela Lipscombe, l'avenç de la malaltia, va revelar llavors que la psique de Banner es trobava fragmentada en cents de personalitats diferents, algunes més dominants que d'altres. Samson havia mentit quan va afirmar haver unit les tres personalitats d'Hulk en el passat, utilitzant una versió idealitzada de si mateix de Banner en lloc de fusionar totes les seves personalitats separades.
El procés de curació de la seva malaltia va provocar, aparentment, la destrucció de la gran majoria d'aquestes personalitats. Com a resultat, la relació entre Banner i Hulk va variar de forma gradual. Al principi, va tornar Hulk salvatge, però a poc a poc Banner va ser capaç de controlar les seves transformacions i, fins i tot controlar mitjançant la seva ment el cos d'Hulk, un procés que ell mateix va denominar com a fusió de ments entre ambdós. Durant tot aquest procés, Banner es va veure embolicat en una misteriosa conspiració per aconseguir la sang de Hulk, part de la qual (encara es desconeix en gran manera que parts van ser reals i quines no) van demostrar ser meres il·lusions de Nightmare.
Durant els esdeveniments que van convertir la seva realitat en una altra diferent controlada per la Dinastia de M, tant Banner com Hulk, que havia estat acceptat per una tribu aborigen australiana, van prendre el control de l'illa després que els seus amics fossin atacats pel govern de Magneto. No obstant això, i després de la tornada de la verdadera realitat, Dues Ments (com era conegut allà) va ser expulsat de la tribu per la seva brutalitat.
En un últim intent d'ajudar la humanitat amb els seus poders, Hulk es va unir a SHIELD en un intent de desactivar una bomba gamma col·locada per HYDRA. Tanmateix, la bomba va esclatar al seu costat, causant-li una reversió al seu estat gris, al mateix temps que veia al·lucinacions amb els pitjors moments de la seva vida. En aquest estat, es va enfrontar a la meitat dels 4 Fantástics, en una lluita que va destruir un bon tros de Las Vegas. Ja recuperat, Banner es va resignar a la solitud i l'aïllament, anant-se a viure una apartada cabana als boscos del Canadà.
Allà, Nick Fury va contactar amb ell perquè destruís un perillós satèl·lit amb intel·ligència artificial que havia escapat al control de SHIELD, l'Ull de Déu. No obstant això, aquest Fúria va resultar ser un Simulacre Dotat de Vida, i la missió, una excusa dels Illuminatti (un grup de diversos representants superheroics de la Terra, sent els que van prendre la decisió Reed Richards, Tony Stark, Black Bolt i l'antic aliat d'Hulk, Stephen Strange) per enviar Hulk fora de la Terra, amb destinació a un planeta on el tità de jade no pogués prendre mal ni fer-li'n a ningú.
Hulk, al planeta Sakaar
A causa d'un error en el rumb de la nau, Hulk va acabar caient al planeta Sakaar, on es va veure convertit en esclau del despòtic Rei Vermell. En poc temps, l'estatus d'Hulk va variar d'esclau a gladiador, i de gladiador a llibertador, en aconseguir escapar dels seus opressors al costat dels seus camarades gladiadors. Enfrontant-se al Rei Vermell i les Espines, unes infeccioses espores que s'alimentaven de tot l'orgànic, Hulk es va guanyar una doble reputació sorgida de la mitologia de Sakaar, com a Messies (el Sakaarson) i diable (el destructor de mons).
Durant la seva lluita, Hulk va fer nous aliats, com a Caiera (antiga agent del Rei Vermell) o les antigues Espines (patriarques de la raça, que van mostrar a Hulk que només desitjaven tornar a les estrelles). Amb el seu suport, Hulk i els seus seguidors van aconseguir derrotar el tirà, sent Hulk elegit com a nou Rei Verd, dirigit a obtenir la pau entre les diferents races de Sakaar. Com a colofó a tot això, Hulk va prendre en matrimoni Caiera, en el principi del seu regnat.
Quan la nau en la qual va arribar al planeta Sakaar va explotar, va assassinar la major part de la població d'aquest món, entre ells a Caiera esposa d'Hulk i aparentment al fill de tots dos que encara no havia nascut. L'alterego de Banner va culpar als Illuminati per l'explosió i es va proposar buscar venjança. Al costat dels Guerrers de Hulk, va tornar a la Terra.
World War Hulk
El seu primer objectiu va ser Black Bolt, rei dels Inhumans, a qui va derrotar a la Lluna ignorant que havia estat reemplaçat per un skrull. A l'arribar a la Terra va donar un ultimàtum de 24 hores per evacuar completament Nova York i va demanar que se'ls lliurés als Illuminati.
Mentre esperava, Hulk va anar a la Mansió-X a la recerca de Charles Xavier, ja que, encara que no havia participat directament en la decisió de exiliar va formar part dels Illuminati. La seva incursió va conduir a una inevitable lluita amb els diversos grups mutants, però el seu poder era molt superior al seu i els va derrotar a tots. Finalment davant la tomba dels estudiants assassinats pels Purifiers (Purificadors) de William Stryker, Hulk es va adonar que el professor Xavier assumia responsabilitat l'extermini a què estava sent sotmès la raça mutant i va considerar que era suficient càstig per a ell i es va retirar. De retorn a la seva nau pètria es va enfrontar als Cossos Gamma de General John Ryker, però durant la lluita va aconseguir fer-los veure com havia estat manipulats per la set de venjança del general per convertir-se en armes vivents. Ja a Nova York diversos herois li van sortir a el pas, però Hulk els va derrotar sense problemes. Llavors va aparèixer Iron Man equipat amb la seva nova Armadura Hulkbuster, però de nou Hulk va demostrar ser un rival formidable i el va tombar destruint la Torre dels Venjadors en el procés. Després capturar Mister Fantastic tot i la protecció del nou grup dels 4 Fantàstics dirigit per Black Panther i derrotar l'exèrcit enviat pel General Ross, el Doctor Strange va intentar calmar-lo místicament, però no va poder. Desesperat Strange es va fusionar amb el dimoni Zom, però tot i així va ser derrotat. Després d'escenificar una lluita de gladiadors entre els herois capturats com la que ell va patir a Sakaar, va fer la seva aparició Sentry (el Vigia). El poderós heroi es va enfrontar a Hulk, desfermant tot el seu poder com poques vegades podia fer. Finalment Hulk va recuperar la seva forma humana, ja que era l'única manera d'aturar a Sentry, que al tornar ell mateix al cos de Robert Reynold cau esgotat per l'esforç. En aquell moment es va descobrir que havia estat Miek el causant de la destrucció de Sakaar, i no els Illuminati com se suposava a el principi, i aquest va ferir greument a Rick Jones. Enfurismat de nou, Hulk va destruir pràcticament per complet a Miek i va decidir lliurar-se a SHIELD sense oferir més resistència.

## Publicacions Importants
- S'uneix als Venjadors (Avengers #1, 1963)
- Formant equip amb Estrella Platejada i Namor, combatut Thor, Goliath i Ironman mentre intentava prevenir una estació controladora de temps nuclear fos operativa (Sub-Mariner #34-35, 1970)
- Es torna amnèsic i rep acceptació (Hulk #279, 1983)
- Es revela el trastorn de personalitat i la infància de Bruce Banner (Incredible Hulk #312)
- Es casa amb Betty Ross (Hulk #319, 1986)
- Doc Samson reuneix la fragmentada personalitat de Banner en un Hulk intel·ligent (Incredible Hulk #377)
- Venjança en l'Abominació (Hulk #25, 2001)